# Addison White
Addison White (* 1. Mai 1824 in Abingdon, Washington County, Virginia; † 4. Februar 1909 in Huntsville, Alabama) war ein US-amerikanischer Politiker. Zwischen 1851 und 1853 vertrat er den Bundesstaat Kentucky im US-Repräsentantenhaus.

## Werdegang
Addison White war ein Cousin des Kongressabgeordneten John White (1802–1845), der zwischen 1835 und 1845 den Staat Kentucky im US-Repräsentantenhaus vertrat und der seit 1841 dessen Speaker war. White erhielt eine gute Schulausbildung. Bis 1844 studierte er am Princeton College. Danach wurde er in der Landwirtschaft und hier insbesondere beim Baumwollanbau tätig.
Politisch wurde White Mitglied der Whig Party. Bei den Kongresswahlen des Jahres 1850 wurde er im sechsten Wahlbezirk von Kentucky in das US-Repräsentantenhaus in Washington, D.C. gewählt, wo er am 4. März 1851 die Nachfolge von Daniel Breck antrat. Bis zum 3. März 1853 konnte er eine Legislaturperiode im Kongress absolvieren. Diese war von den Diskussionen um die Frage der Sklaverei im Vorfeld des Bürgerkrieges geprägt.
Während des Bürgerkriegs war White Soldat im Heer der Konföderation. Nach dem Krieg zog er nach Huntsville in Alabama, wo er sich erneut in der Landwirtschaft betätigte. Politisch hat er kein weiteres bedeutendes Amt mehr ausgeübt. Addison White starb am 4. Februar 1909 in Huntsville und wurde dort auch beigesetzt.